# 博羅維齊 (紹斯特卡區)
52°10′54″N 33°21′52″E / 52.18167°N 33.36444°E
博羅維齊（烏克蘭語：Боровичі）是位於烏克蘭東北部的村莊，由蘇梅州紹斯特卡區的茲諾布-諾夫霍羅茨凱市鎮負責管轄。該村處於斯維加河左岸，距離克里沃諾西夫卡5公里，海拔高度128米，2001年人口148。